# Memento Mori (álbum de Flyleaf)
Memento Mori é o segundo álbum de estúdio da banda Flyleaf. O título é uma frase em latim que significa "lembre-se que você morrerá um dia". O álbum entrou no oitavo lugar na Billboard 200, vendendo 56 mil unidades na sua primeira semana.

## Faixas
| Versão normal |                                        |         |  |
| N.º           | Título                                 | Duração |  |
| 1.            | "Beautiful Bride"                      | 3:03    |  |
| 2.            | "Again"                                | 3:05    |  |
| 3.            | "Chasm"                                | 2:54    |  |
| 4.            | "Missing"                              | 2:54    |  |
| 5.            | "This Close"                           | 3:20    |  |
| 6.            | "The Kind"                             | 2:47    |  |
| 7.            | "In the Dark"                          | 3:47    |  |
| 8.            | "Set Apart This Dream"                 | 3:15    |  |
| 9.            | "Swept Away"                           | 4:09    |  |
| 10.           | "Tiny Heart"                           | 3:07    |  |
| 11.           | "Melting (Interlude)"                  | 0:57    |  |
| 12.           | "Treasure"                             | 3:24    |  |
| 13.           | "Circle"                               | 3:03    |  |
| 14.           | "Arise"                                | 4:18    |  |
| 15.           | "Uncle Bobby" (faixa pregap escondida) | 4:22    |  |

| Versão expandida |                    |         |  |
| N.º              | Título             | Duração |  |
| 16.              | "Break Your Knees" | 4:26    |  |
| 17.              | "Enemy"            | 3:43    |  |
| 18.              | "Have We Lost"     | 2:56    |  |
| 19.              | "Who Am I"         | 2:37    |  |

| Versão expandida (exclusivo no iTunes) |                                                |         |  |
| N.º                                    | Título                                         | Duração |  |
| 20.                                    | "Stay (Faraway, So Close)" (cover da banda U2) | 4:53    |  |
| 21.                                    | "Bitter Sweet"                                 | 4:04    |  |

## Desempenho nas paradas musicais
| Paradas musicais (2009)      | Melhor Posição |
| ---------------------------- | -------------- |
| Billboard 200                | 8              |
| Billboard Alternative Albums | 1              |
| Billboard Christian Albums   | 1              |
| Billboard Hard Rock Albums   | 1              |
| Billboard Rock Albums        | 2              |
| World Albums Top 40          | 20             |

## Créditos

### Banda
- Lacey Mosley – vocal
- Sameer Bhattacharya – guitarra solo
- Jared Hartmann – guitarra rítmica
- James Culpepper – bateria e percussão
- Pat Seals – baixo e cover art

### Produção
- Howard Benson – produtor, teclado
- Chris Lord-Alge – mixagem
- Dave McNair – masterização